# Seminarium Biogeograficzne
Organizowana przez Komisję Europejską procedura weryfikacji, czy proponowana przez państwo członkowskie UE sieć specjalnych obszarów ochrony siedlisk, przewidywana do włączenia do sieci Natura 2000 jest wystarczająca.
Polega na dyskusji naukowej sytuacji każdego z siedlisk przyrodniczych z załącznika I dyrektywy siedliskowej i gatunków z załącznika II dyrektywy. Stronami dyskusji są: eksperci wybrani przez rząd państwa członkowskiego, przedstawiciele Europejskiego Forum Siedliskowego zwykle wywodzący się z pozarządowych organizacji ekologicznych działających w danym państwie, Komisja Europejska wraz z zespołem swoich ekspertów.
Bierze się pod uwagę:
- czy do sieci Natura 2000 została włączona wystarczająca część krajowych zasobów siedliska / gatunku?
- czy obszary Natura 2000 pokrywają całą zmienność siedliska /gatunku
- czy rozmieszczenie obszarów Natura 2000 odpowiada rozmieszczeniu zasobów siedliska / gatunku.

Brane są pod uwagę wyłącznie argumenty naukowe; nie są brane pod uwagę argumenty społeczne, gospodarcze itp.
Dla Polski, sieć obszarów Natura 2000 podlegała weryfikacji w toku:
- Seminarium Biogeograficznego dla alpejskiego regionu biogeograficznego (w Polsce obejmującego Karpaty), w Kranjskiej Gorze w Słowenii, w maju 2005 r.
- Seminarium Biogeograficznego dla kontynentalnego regionu biogeograficznego (w Polsce obejmującego większość terytorium kraju, bez Karpat), w Darovej w Czechach, w kwietniu 2007 r.
- Seminarium Biogeograficznego dla Morza Bałtyckiego, w Sopocie w listopadzie 2009 r.
- Powtórnego Seminarium Biogeograficznego dla Polski, w Warszawie w marcu 2010 r.